# Quintus Petronius Modestus
Quintus Petronius Modestus est un chevalier romain originaire de Tergeste (Trieste), vivant au Ier et au début du IIe siècle apr. J.-C..
Une partie de sa biographie est connue grâce à des inscriptions lapidaires retrouvées sur le site du théâtre romain de Trieste, monument dont il finance une partie des réparations ou des embellissements. Il a auparavant occupé plusieurs postes dans l'armée romaine et dans l'administration de provinces hispaniques de l'Empire.

## Biographie
Des éléments partiels de la biographie de Quintus Petronius Modestus sont indiqués ou déduits de trois inscriptions lapidaires placées en différents endroits de la cavea du théâtre de Trieste. La confrontation de ces trois inscriptions permet d'en reconstituer le texte commun :
« Q(uintus) Petronius C(ai) f(ilius) Pu[p(inia)] Modestus p(rimus) p(ilus) bis / leg(ionis) XII Fulm(inatae) et leg(ionis) I Adiu[t]ric(is) trib(unus) mil(itum) coh(ortis) V vig(ilum) / tr(ibunus) coh(ortis) XII urb(anae) tr(ibunus) coh(ortis) V pr(aetoriae) pr[oc]urator divi Nervae et Imp(eratoris) Caesaris / Nervae Traiani Aug(usti) Germ(anici) provin[c(iarum) Hi]spaniae citer(ioris) Asturiae et / Callaeciarum flamen divi Claud[i de]dit idemque dedicavit »
« Quintus Petronius Modestus, fils de Caius, inscrit dans la tribu Pupinia, primipile deux fois, de la douzième légion Fulminata et de la première légion Adiutrix, tribun de la cinquième cohorte des vigiles, tribun de le douzième cohorte urbaine, tribun de la cinquième cohorte prétorienne, procurator du divin Nerva et de l'Imperator Cesar Nerva Trajan Augustus Germanicus de la province d'Hispanie Citérieure, en Asturie et Galice, flamine du divin Claude, a fait et dédié (cette inscription). »

### Militaire et fonctionnaire
Quintus Petronius Modestus est un membre de la chevalerie romaine, né au Ier siècle apr. J.-C., probablement à Tergeste (Trieste) et sous Néron compte tenu de l'évolution de sa carrière militaire.
Au début de celle-ci, au déroulement classique, il est affecté à la Legio XII Fulminata en Cappadoce. Après un passage à Rome au cours duquel il exerce les trois militia équestris règlementaires comme tribun militaire dans une cohorte de vigiles urbains, dans une cohorte urbaine et dans une cohorte de la garde prétorienne, il sert dans le Legio I Adiutrix, sans doute en Pannonie.
Il est ensuite, à la toute fin du Ier siècle, sous Nerva, nommé procurateur financier en Hispanie, chargé de l'administration en Gallaecia ; il gère notamment les ressources minières de la région d'Astorga, ville où le siège du procureur est installé. Il est confirmé dans ses fonctions par Trajan après la mort de Nerva.

### Prêtre du culte claudien et évergète
À son retour d'Espagne, il est flamen du culte de Claude.
C'est alors que, sans doute installé à Trieste, il finance, au début du IIe siècle, la dernière phase de réparation et d'embellissement du théâtre (reconstruction totale ou partielle de la cavea, ajout d'éléments de décor) où un buste supposé le représenter est retrouvé. Il n'a toutefois pas pu participer à la phase initiale de la construction, comme cela est envisagé à la fin du XVIIe siècle ; celle-ci fut peut-être, par contre, l'œuvre d'un de ses ancêtres. La confusion provient de l'existence d'une inscription sur une stèle funéraire de l'époque augustéenne mais d'origine inconnue mentionnant un architecte nommé « Petronius ».